# Vătășești
Vătășești – wieś w Rumunii, w okręgu Vâlcea, w gminie Golești. W 2011 roku liczyła 103 mieszkańców.